# Fadensiegel
Fadensiegel är en häftningsmetod vid broschyr- och bokproduktion. En hybridteknik där både limbindning och trådbindning används. Det sker i en speciell falsmaskin (eller tillsats till en falsmaskin) som har ett trådsvetsaggregat avsett för plastbaserad tråd. En tråd som mjuknar vid värme och stelnar sen snabbt. 
Nålar för in tråden före sista falsvecket (vikningen), i det falsade arkets rygg. Tråden klipps sen av och varma klackar  pressar ut trådändarna mot arkryggen. 
Öppnar man ett sådant här ark och tittar i mittuppslagets veck, så ser det ut som en trådhäftad bok. Skillnaden är att i fadensiegelmaskinen häftar bara samman det enskilda arkets sidor, inte arken tillsammans. Istället gör man efteråt en separat häftning av arken i en vanlig limhäftningsmaskin, men med frässtationen bortkopplad. 
Metoden används för att ge extra stark hållbarhet vid produktion av t.ex. kataloger som ska ha lång livslängd. Den anses vara nästan lika stark som trådbindning, men billigare eftersom det går fortare. Metoden bör dock inte användas på en bok/katalog med för många arkdelar eftersom tråden gör att ryggen blir bredare än resten av boken. 